# Dimecoenia abrupta
Dimecoenia abrupta är en tvåvingeart som beskrevs av Cresson 1935. Dimecoenia abrupta ingår i släktet Dimecoenia och familjen vattenflugor. Inga underarter finns listade i Catalogue of Life.